# Görmar
Görmar  is een dorp in de Duitse gemeente Mühlhausen in het Unstrut-Hainich-Kreis in Thüringen. Het dorp wordt voor het eerst genoemd in 897. Görmar werd in 1994 toegevoegd aan Mühlhausen.